# 체스트 (학술지)
체스트(Chest)는 미국흉부의사협회에서 매달 발간하는 의학 학술지이다. 1935년 창간되었다.

## 같이 보기
- 미국 의사 협회 저널